# Борденюк Сергій Григорович
Сергій Григорович Борденюк (нар. 26 квітня 1962) — український оператор-постановник, завідувач кафедри, доцент, художній керівник курсу операторської майстерності Київського національного університету культури і мистецтв. Заслужений діяч мистецтв України (2003). Голова Національної спілки кінематографістів України. Член правління Української кіноакадемії, член Експертної ради Українського культурного фонду, Член Європейської асоціації кінооператорів «Imago». Лауреат вітчизняних та міжнародних кінофестивалів.

## Біографія
Народився 1962 р. в м. Чернівці в сім'ї економістів — Григорія Євгеновича та Марії Тодорівни. Брат Євген (1959 р.) — лікар. Навчався у Чернівецький середній школі № 24 (Золота медаль), де його класним керівником був відомий в Україні фізик, Заслужений учитель України Пшенічка Пауль Францович.
У 1980 р. вступив до Київського державного інституту театрального мистецтва імені І. К. Карпенка-Карого, кінооператорський факультет (майстерня О. Ю. Прокопенка), який закінчив у 1985 році з відзнакою. Відтак проходив строкову службу у лавах Радянської армії і в якості військового кінооператора здійснював одні з перших зйомок ліквідації аварії на ЧАЕС. Ліквідатор наслідків аварії на ЧАЕС 1986 р.
Професійну діяльність розпочав на Національній кіностудії художніх фільмів імені Олександра Довженка, де пропрацював 30 років. Перша повнометражна кінокартина «Все перемагає любов» — 1987 року (реж. Мащенко Микола Павлович, автор сценарію Олесь Гончар).
Дружина Ліана Олененко, донька Ольга та син Сергій.

## Фільмографія ігрових картин
- «Чужий дзвінок» (1985, т/ф, 2-й оператор у співавт.)
- «Янголочок» (короткометр., 1985)
- «Все перемагає любов» (1987)
- «Увійди в кожен будинок» (багатосерійний, 1990)
- «Два кроки до тиші» (1991)
- «Капітан Крокус» (1991)
- «Обітниця» (1992)
- «Вінчання зі смертю» (1992)
- «Пієта» (1993)
- «Макарони смерті, або Помилка професора Буггенсберга» (1993)
- «Будемо жити» (1995)
- «Слідство» (багатосерійний, 1997)
- «Наїзд» (багатосерійний, 1998)
- «Якщо я не повернусь» (мінісеріал, 2001)
- «Бумеранг» (багатосерійний, 2002)
- «Завтра буде завтра» (багатосерійний, 2003)
- «Небо у горошину» (багатосерійний, 2004)
- «Міф про ідеального чоловіка» (2005)
- «Подруга особливого призначення» (2005)
- «Цілують завжди не тих» (2005)
- «Богдан Зиновій Хмельницький» (2006)
- «Про це краще не знати» (2006)
- «Дурдом» (багатосерійний, 2006)
- «Таксі для янгола» (мінісеріал, 2006)
- «Битва божих корівок» (мінісеріал, 2007)
- «Давай пограємо» (2007)
- Вона сказала «Так» (2007)
- «При загадкових обставинах» (мінісеріал, 2008)
- Наступна станція «Смерть» (2009)
- «Інспектор та кава» (2009)
- «Горобини китиці червонії» (мінісеріал, 2009)
- «Геній пустого місця» (2009)
- «Куплю друга» (2009)
- «Акула» (багатосерійний, 2010)
- «Її серце» (2010)
- «Пончик Люся» (багатосерійний, 2011)
- «Щасливий квиток» (багатосерійний, 2012)
- «Німий» (мінісеріал, 2012)
- «Мамочка моя» (мінісеріал, 2012)
- «Мрії із пластиліну» (2012)
- «Фродя» (мінісеріал, 2013)
- «Мій тато льотчик» (2013)
- Тариф «Щаслива сім'я» (2013)
- «Криве дзеркало душі» (мінісеріал, 2013)
- «І Бог зробив крок у пустоту» (короткометр., 2013)
- «Коли наступить схід» (мінісеріал, 2014)
- «Племінниця» (мінісеріал, 2014)
- «2+2» (2015)
- «Три дороги» (2015)
- «Чорна квітка» (2016)
- «Зранене серце» (2016)
- «Казка старого Мельника» (2016)
- «Капітанша» (2017)
- «Моно» (короткометр.) (2017)
- «Свєтка» (2017)
- «Біжи, не оглядайся» (2017)
- «Помічниця» (2017)
- «Перший раз пробачається» (2017)
- «Бійся бажань своїх» (2018)
- «Дякую» (короткометр., 2018)
- «Адамівна» (короткометр., 2019)
- «Капітанша-2» (2019)
- «Жива вода» (2019)
- «Формула Щастя» (2020)
- «Казка старого мельника» (2020)
- «Урсус» (2020)
- «Кіно просто неба» (2021)
- «Обмін» (2022)

## Фільмографія документальних картин
- «Вітчизни вірні…» (ЧАЕС, 1986)
- «Йди сам» (1995)
- «Кобзар» (1995)
- «І мертвим, і живим…» (1996)
- «Творець з Божою іскрою» (1997)
- «Думи мої» (1997)
- «Серж Лифарь з Києва» (1998)
- «Маестро, Ваш вихід» (1998)
- «Повернення в отчий дім» (1999)
- «Експертиза… Страта божевіллям» (1999)
- «Паризька одісея» (2000)
- «Місія „Космос“» (у виробництві)
- «Іван Марчук. Одного Всесвіту замало» (у виробництві) та інші…